# Копельман Леон Озіасович
Леон Озіасович Ко́пельман (25 травня 1904, Вовчинець — 8 вересня 1982, Чернівці) — український радянський художник; член Спілки радянських художників України з 1941 року.

## Біографія
Народився 25 травня 1904 року в селі Вовчинці Серетського повіту, Австро-Угорщини (нині село Старий Вовчинець Чернівецького району Чернівецької області, Україна) в єврейській сім'ї службовця. Початкову освіту здобув у рідному селі. Навчався у Відні протягом 1914—1915 років у народній школі та у 1916—1918 роках — в гімназії Максиміліана. Продовжив здобувати освіту у Чернівцях у 1919—1920 роках — у єврейській державній гімназії та у 1920—1924 роках — у Ліцеї № 3. У 1924—1928 роках навчався на живописному факультеті у Флорентійській академії мистецтв у Феліче Карени, отримав звання ліценціата живопису; у 1928—1929 роках відвідував заняття на філософсько-філологічному факультеті Чернівецького університету; у 1929—1930 роках навчався у Бухарестській школі красних мистецтв у Каміля Рессу. У 1930 році був на військовій службі, після чого у 1930—1931 роках продовжив навчання у Бухарестській школі красних мистецтв, здобув спеціальності «живопис» та «рисунок і каліграфія».
Протягом 1937—1941 років працював учителем малювання у школах (Середня школа № 4, Середня школа № 16) та гімназіях Чернівців та у місті Сереті; у 1944—1979 роках — художником Чернівецьких майстерень Художнього фонду УРСР, одночасно з 1945 по 1965 рік співпрацював з редакцією газети «Радянська Буковина».
Мешкав у Чернівцях, в будинку на вулиці Джамбула, № 15, квартира № 15. Помер у Чернівцях 8 вересня 1982 року. Похований у Чернівцях на Єврейському кладовищі.

## Творчість
Працював у галузі станкової, промислової, книжкової графіки, живопису та реклами. Автор дереворитів, офортів і рисунків на соціальні та біблійні теми, екслібрисів, міських і карпатських пейзажів, портретів, натюрмортів, плакатів. Серед робіт:
графіка
- «Бичування Христа» (кінець 1920-х);
- «Автопортрет із квіткою на тлі пейзажу» (1925);
- «Майстерня художника» (1927);
- «Mein Bild» (1929);
- «На старому заводі» (1929, гравюра на дереві);
- «Збір податків» (1930, гравюра на дереві);
- «Хрести» (1936, гравюра на дереві);
- «Зруйновані будівлі» (1944);
- «Вид із риболовецького колгоспу у Дублтах» (1952);
- «Портрет депутата Верховної Ради УРСР Г. Радиш» (1952);
- «Збір податків у боярській Румунії» (1960);
- серія «Індустріальні Чернівці» (1961);
- «Буковинська осінь» (1963);
- «Гурзуф» (1964);
- «Портрет старшого сержанта Л. Блохіна» (1965);
- «Сонячний день» (1971);

живопис
- «Буковий ліс» (1931);
- «На Пруті» (1947);
- «Портрет К. Дзержика» (1949);
- «Українка» (1957);
- «Новий міст» (1959);
- «Чернівці. Вулиця» (1950-ті);
- «Міський мотив» (1960-ті);
- «У кузні машбудзаводу» (1961);
- «Бухта Чехова» (1964);
- серія «Рідна Буковина» (1967—1970, акварель);

Був учасником чернівецьких, всеукраїнських та зарубіжних мистецьких виставок від 1930 року. Персональні виставки відбулися в Чернівцях у 1965 і 1979 роках, посмертні відбулися в 1994 і 2004 роках.
Деякі твори художника зберігаються у Чернівецьких художньому і краєзнавчому музеях.

## Вшанування пам'яті
У місті Чернівці є вулиця Леона Копельмана.